# جامعة المنصورة الأهلية
جامعة المنصورة الأهلية هي جامعة أهلية غير هادفة للربح تهتم بالتميز في التعليم والبحث العلمي وتدعمها الدولة. تقع في مدينة جمصة، مصر.

## النشأة
تضم جامعة المنصورة الأهلية، عدداً من المبانى الإدارية وكذا المباني الأكاديمية الخاصة بالقطاعات المختلفة (الطبية والهندسية والعلوم الإنسانية) بالإضافة إلى مبانى المعامل والورش وسكن الطلاب والطالبات وكذا المنشآت الرياضية والترفيهية.
في 15 سبتمبر 2022، تفقد الدكتور محمود المليجي القائم بعمل رئيس جامعة المنصورة، التجهيزات الخاصة لفرش المدرجات و المكاتب الإدارية وتجهيز المباني والمعامل ومعامل الورش بالجامعة والتي تم تجهيزها وفقاً لأحدث المواصفات الفنية ومعايير وأنظمة الجامعات الذكية.

## الموقع
جامعة المنصورة الأهلية تقام على مساحة 42 فدانا و تقع على الطريق الدولى الساحلى بمدينة المنصورة الجديدة وتبعد عن مدينة المنصورة حوالى 40 دقيقة فقط.

## الكليات
تقدم الجامعة عدد من البرامج الدراسية، وهي:
- كلية الطب البشري.
- كلية طب الفم والأسنان (برنامج طب وجراحة الفم والأسنان).
- كلية الصيدلة (برنامج الصيدلة الإكلينيكية).
- كلية الهندسة تقدم برامج (هندسة الذكاء الاصطناعي، هندسة العمارة المُستدامة، هندسة الميكاترونكس، هندسة البناء والتشييد، هندسة الاتصالات والحاسبات، هندسة طبية ).
- كلية التمريض